# Parafia Niepokalanego Poczęcia Najświętszej Maryi Panny w Baligrodzie
Parafia Niepokalanego Poczęcia Najświętszej Maryi Panny w Baligrodzie – parafia rzymskokatolicka w Baligrodzie, w dekanacie Lesko, w archidiecezji przemyskiej.

## Historia
W 1604 roku w kaplicy zamkowej Piotra Bala rozpoczęto odprawianie mszy świętych. W 1634 roku Baligród otrzymał prawa miejskie. W późniejszym czasie zbudowano drewnianą kaplicę w Stężnicy. W 1717 roku dekret konsystorza przemyskiego umożliwiał utworzenie parafii pod warunkiem uposażenia kapłana. Z powodu niespełnienia obietnicy uposażenia, w 1745 roku kaplica została zamknięta.
W 1869 roku zmarła hrabina Teresa Veissenwolff zapisała w testamencie fundusze na utworzenie dwóch parafii w ziemi sanockiej. W 1870 roku konsystorz przemyski przeznaczył te fundusze na budowę kościoła w Baligrodzie. 
W 1872 roku w Baligrodzie utworzono ekspozyturę, w skład której weszły: Baligród, Byste, Cisna, Cisowiec, Dołżyca, Habkowce, Hoceń, Huczwice, Jabłonki, Kamionka, Kalnica, Kielczawa, Kołonice, Krywe, Liszna, Łubnie, Majdan, Mchawa, Przysłup, Roztoki Dolne, Średnie Wielkie, Sukowate, Stężnica, Żubracze. 
W 1877 roku rozpoczęto budowę kościoła, który 28 września 1879 roku został poświęcony pw. Niepokalanego Poczęcia Najświętszej Maryi Panny, przez dziekana leskiego ks. Jana Tomaniewicza. 23 listopada 1889 roku została erygowana parafia, z wydzielonego terytorium parafii Hoczew. W 1915 roku podczas frontu kościół został uszkodzony i zginął ks. Jan Peszek. W 1930 roku oddano do użytku murowany Dom Katolicki. 
6 sierpnia 1944 roku bandy UPA dokonały mordu na 42 osobach, w domach i wychodzących z kościoła. Wierni, którzy z ks. Józefem Miezinem zostali w kościele ocaleli.
W 1953 roku podczas wędrówek po Bieszczadach, kościół w Baligrodzie odwiedził ks. Karol Wojtyła.
W latach 1997–2001 zbudowano nowy murowany kościół, pw. Miłosierdzia Bożego.
Na terenie parafii jest 1 840 wiernych (w tym: Baligród – 1 389, Bystre – 39, Jabłonki – 126, Kołonice – 119, Stężnica – 167).
Proboszczowie parafii:
1872–1875. ks. Ludwik Łachecki (kooperator hoczewski).
1875–1878. ks. Andrzej Różycki (kooperator hoczewski).
1878–1881. ks. Ludwik Łabuda (ekspozyt).
1881–1888. ks. Marcin Augustyn (ekspozyt).
1888–1889. ks. Jakub Czarnota (ekspozyt).
1889–1894. ks. Tomasz Pelczar (do 1890 ekspozyt).
1894–1895. ks. Andrzej Pacuła.
1895–1896. ks. Zygmunt Szymczakowski (administrator).
1896–1908. ks. Józef Kulik.
1908–1910. ks. Antoni Marcinek.
1910–1915. ks. Jan Peszek.
1915. ks. Józef Górnicki (administrator).
1915–1920 .ks. Antoni Idzik.
1920–1928. ks. Stanisław Bałuk.
1928–1936. ks. Bronisław Jedziniak.
1936–1938. ks. Kazimierz Szczepieniec.
1938–1940. ks. Piotr Roztocki.
1942–1949. ks. Józef Miezin (administrator).
1949–1950. ks. Stanisław Stawarski (administrator).
1950– 1995.  ks. prał. Tomasz Kość.
1995 –2011. ks. Stanisław Guzy.
2011– nadal ks. Mirosław Augustyn.

## Kościoły filialne
- Kołonice – Pierwsza wzmianka o istnieniu wsi (Klonicze) pochodzi z 1522 roku. W 1921 roku wieś zamieszkiwało około 200 osób. W 1932 roku zbudowano nową cerkiew. Po 1944 roku wieś uległa całkowitemu zniszczeniu. Obecnie zamieszkuje ją około 120 pracowników leśnych[14]. W latach 1978–1980 na miejscu przydrożnej kapliczki (zbudowanej przez hrabinę Skarbkową), zbudowano kościół filialny pw. Matki Bożej Królowej Polski, według projektu arch. Jana Rządcy. 22 czerwca 1980 roku bp Ignacy Tokarczuk poświęcił kościół[4].
- Stężnica – Wieś powstała około 1488 roku na prawie wołoskim. Na początku XVI wieku Mikołaj II Bal zbudował obronny dwór, w którym umieścił prywatną kaplicę. Drugą drewnianą zbudował dla mieszkańców osady, która służyła do 1745 roku[14]. W latach 1986–1993 zbudowano kościół filialny pw. Matki Bożej Fatimskiej, według projektu arch. mrg inż. Zdzisława Wojdanowskiego. W 1993 roku bp Ignacy Tokarczuk poświęcił kościół[4].

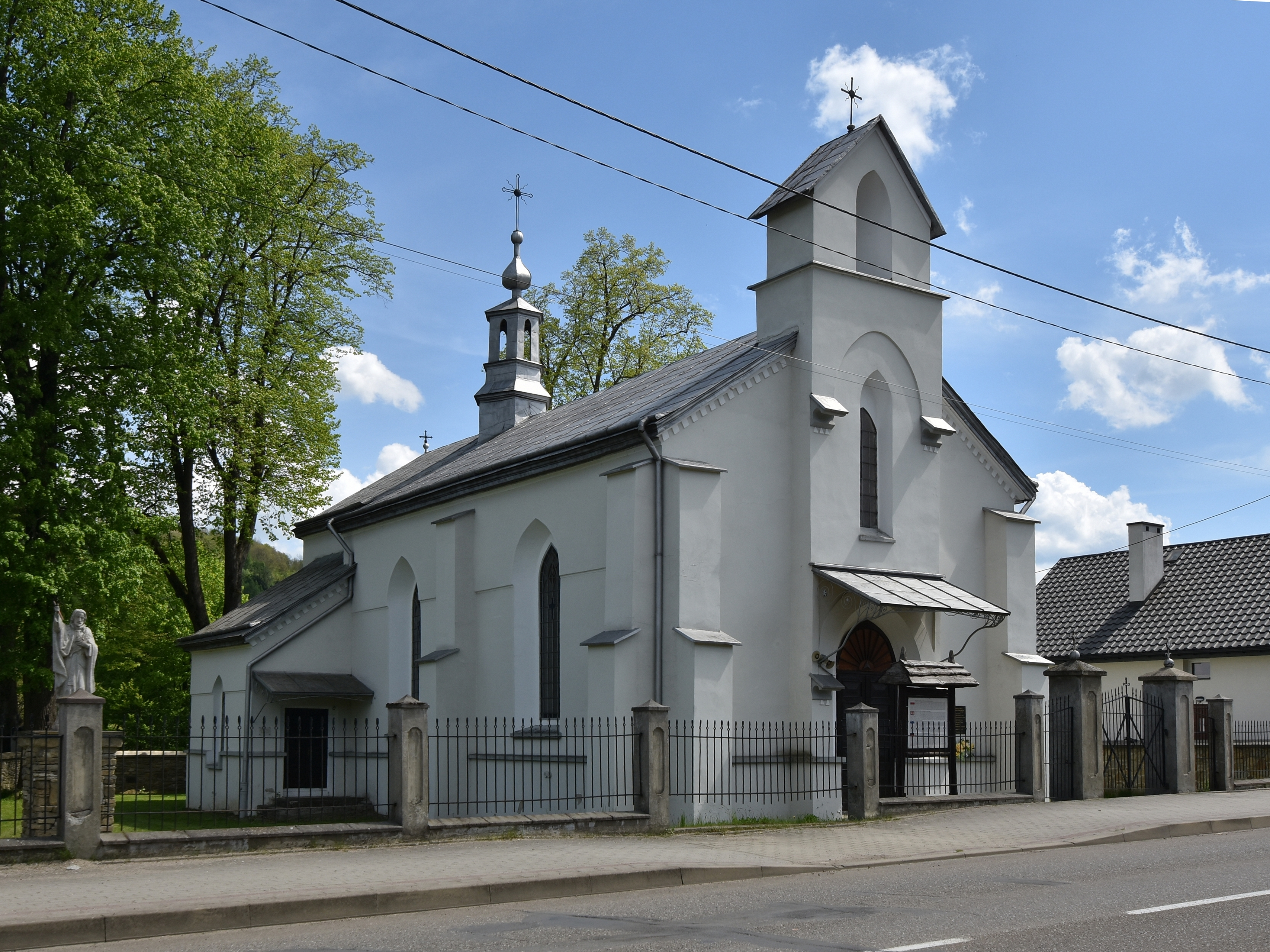
Dawny kościół parafialny (1879-2001)
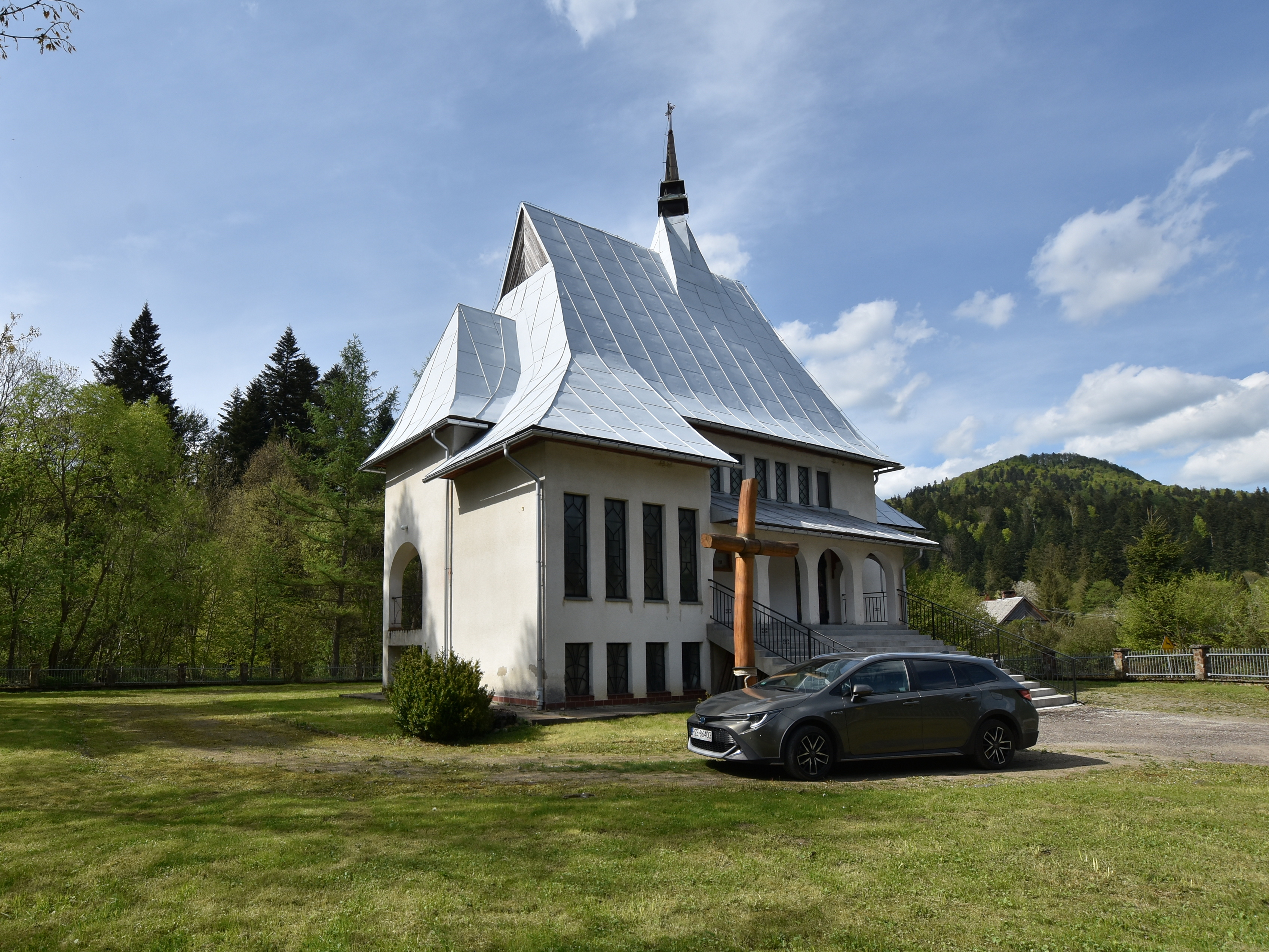
Kościół filialny w Kołonicach